# Polypheides
Polypheides (altgriechisch Πολυφείδης Polypheídēs, deutsch ‚der sehr Sparsame‘) war in der griechischen Mythologie der Sohn des Mantios, der Bruder des Kleitos und der Vater des Theoklymenos. 
Nach dem Tode des Amphiaraos galt er als größter Seher des Apollon. Er entzweite sich mit seinem Vater, verließ Argos und begab sich nach Hyperesia. Hier betrieb er ein Orakel des Apollon. 
Eusebius von Caesarea führt Polypheides als König von Sikyon in der Nachfolge des Phaistos auf und schreibt ihm 31 Regierungsjahre zu. Als seinen Nachfolger nennt er Pelasgos. 
Pausanias bezeichnet jedoch Zeuxippos als den Thronfolger des Phaistos.